# Estádio Capital do Móvel
Das Estádio Capital do Móvel (voller Name: Estádio Municipal da Capital do Móvel) ist ein Fußballstadion in der portugiesischen Stadt Paços de Ferreira. Der Fußballverein FC Paços de Ferreira trägt hier seine Heimspiele aus. 

## Geschichte
Am 7. Oktober 1973 wurde das damalige Estádio da Mata Real  eröffnet und bietet heute 9076 Plätze. Das Eröffnungsspiel fand zwischen Paços de Ferreira und dem SC Vianense (0:0) statt. Die Zuschauerplätze verteilen sich auf die Haupttribüne, eine Gegentribüne und zwei Rängen hinter den Toren. Rund ein Jahr nach der Eröffnung erhielt das Stadion ihre erste Flutlichtanlage, auf vier Masten mit 48 Scheinwerfern, die am 4. Dezember 1974 mit einer Partie gegen Boavista Porto (2:1) eingeweiht. In den Jahren 1992 bis 1994 wurden verschiedene Räumlichkeiten wie u. a. der Presseraum, ein Büro für das Technikteam, ein Raum für den Greenkeeper und Aufenthaltsbereiche geschaffen. Nach dem Aufstieg 2000 in die Primeira Liga 2000/01 erneuerte man die Sitze auf allen Rängen. Das Stadion wurde von 2013 bis 2014 renoviert und eine neue Haupttribüne gebaut. Das Spielfeld wurde erneuert und besitzt seitdem die internationalen Maßen 105 × 68 m. Zu der Sportstätte gehören auch drei Trainingsplätze, darunter ein Kunstrasenplatz. 2018 fand die Einweihung der neuen Bancada Topo Nascente mit 2610 Sitzplätzen, neuen Umkleidekabinen für die Mannschaften, ein Medizinbereich, eine Wäscherei, ein Konferenzraum, ein Fitnessraum und einem Freizeitbereich statt.